# یواس‌اس نیوتون (آی‌دی-۴۳۰۶)
یواس‌اس نیوتون (آی‌دی-۴۳۰۶) (به انگلیسی: USS Newton (ID-4306)) یک کشتی بود که طول آن ۲۶۸ فوت (۸۲ متر) بود. این کشتی در سال ۱۹۱۹ ساخته شد.